# Promises (Floating Points, Pharoah Sanders e London Symphony Orchestra)
Promises è un album in studio collaborativo del musicista britannico Floating Points, del sassofonista jazz statunitense Pharoah Sanders e della London Symphony Orchestra, pubblicato nel 2021.

## Tracce
Tutte le tracce sono state scritte da Sam Shepherd.

### Edizione vinile
Side A
1. Promises (Movements 1–5) – 18:40

Side B
1. Promises (Movements 6–9) – 27:51

### Edizione CD/digitale
1. Movement 1 – 6:24
2. Movement 2 – 2:31
3. Movement 3 – 2:32
4. Movement 4 – 2:31
5. Movement 5 – 4:25
6. Movement 6 – 8:50
7. Movement 7 – 9:28
8. Movement 8 – 7:22
9. Movement 9 – 2:30